# De Nuremberg à Tokyo
Pour plus de détails, voir Fiche technique et Distribution.
De Nuremberg à Tokyo est un documentaire réalisé par Tim Toidze en 2016.

## Synopsis
En janvier 1946, le Tribunal militaire international pour l'Extrême Orient, à l'instar du procès de Nuremberg, se réunit dans le Japon vaincu pour juger les plus hauts responsables miliaires et politiques japonais accusés de crimes de guerre. Cependant, à la différence de Nuremberg, qui allait devenir un modèle judiciaire dans le monde, celui de Tokyo va tourner au fiasco au bout de quelques mois et durera jusqu'en novembre 1948. Une telle lenteur s'explique par l'instrumentalisation politique du procès par les Alliés ainsi que des divergences de points de vue entre les différents juges.

## Fiche technique
- Réalisation : Tim Toidze
- Écriture : Tim Toidze
- Production : Point du jour
- Son : Vincent Hazard et Georges Lafitte
- Effets spéciaux : Alexey Terehoff
- Diffuseur : Arte France
- Ayant droit : Point du jour

## Distribution
- Paul Bandey : narrateur
- Tom Morton : narrateur
- Empereur Hirohito : lui-même
- Douglas MacArthur : lui-même
- Hideki Tôjô : lui-même
- John A. Archinal : lui-même
- Harry S. Truman : lui-même
- William Flood Webb : lui-même
- William Donald Patrick : lui-même
- Edward Stuart McDougall : lui-même
- Ju-ao Mei : lui-même
- Henri Bernard : lui-même
- Bert Röling : lui-même
- Erima Harvey Northcroft : lui-même
- Ivan Mikhyevich Zaryanov : lui-même
- John P. Higgins : lui-même
- Shûmei Ôkawa : lui-même
- Radhabinod Pal : lui-même
- Joseph Keenan : lui-même
- Delfin Jaranilla : lui-même
- Myron C. Cramer : lui-même
- John Gillespie Magee : lui-même
- William Logan : lui-même
- Kôichi Kido : lui-même
- Shigenori Tôgô : lui-même
- Nobusuke Kishi : lui-même

## Réception
Le Monde salue le documentaire de même que Télérama et La Libre.

## Distinctions
- 2014 : Sunny Side of the Doc – prix du Meilleur Projet Histoire[5]
- 2017 : Nommé au Prix Europa, catégorie « TV Documentary »[5]
- 2017 : Finaliste au 14e Focal14ème International Awards dans la catégorie « Best Use of Footage in a History Production » (25 mai 2017, Londres)[5]